# Wulkany Islandii

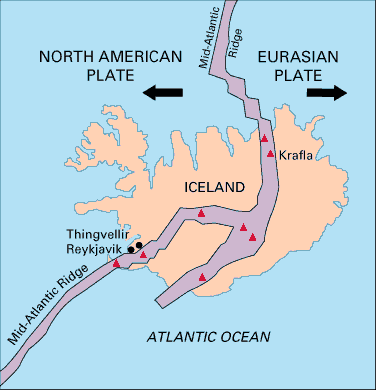
Położenie Islandii na Grzbiecie Śródatlantyckim

Strefy wulkaniczne Islandii: RR – Grzbiet Reykjanes, RVB – Pas Wulkaniczny Reykjanes, WVZ – Zachodnia Strefa Wulkaniczna, MIB – Pas Śródislandzki, SISZ – Strefa Sejsmiczna Południowej Islandii, EVZ – Wschodnia Strefa Wulkaniczna, NVZ – Północna Strefa Wulkaniczna, KR – Kolbeinsey Ridge, ÖVB – Pas Wulkaniczny Öræfi, SVB – Pas Wulkaniczny Snæfellsnes, TFZ – Strefa Spękań Tjörnes; okrąg przerywaną linią oznacza przybliżony środek pióropusz płaszcza – plamę gorąca

Wulkany Islandii – lista wulkanów leżących na Islandii.
Ze względu na szczególne położenie geologiczne na Grzbiecie Śródatlantyckim – na granicy między płytami tektonicznymi: północnoamerykańską (na zachodzie) i euroazjatycką (na wschodzie), Islandię cechuje wysoka aktywność wulkaniczna. Aktywność ta wynika również z istnienia pod wyspą tzw. plamy gorąca.
Według Thordarsona i Höskuldssona (2008) strefy neowulkaniczne zajmują 30 tys. km³, tworząc pasy wulkaniczne o szerokości 15–50 km. Główne strefy to: RR – Grzbiet Reykjanes (ang. Reykjanes Ridge, RR), Pas Wulkaniczny Reykjanes (ang. Reykjanes Volcanic Belt, RVB), Zachodnia Strefa Wulkaniczna (ang. West Volcanic Zone, WVZ), Pas Śródislandzki (ang. Mid-Iceland Belt, MIB), Strefa Sejsmiczna Południowej Islandii (ang. South Iceland Seismic Zon, SISZ), Wschodnia Strefa Wulkaniczna (ang. East Volcanic Zone, EVZ), Północna Strefa Wulkaniczna (ang. North Volcanic Zone, NVZ), Kolbeinsey Ridge, KR, Pas Wulkaniczny Öræfi (ang. Öræfi Volcanic Belt, ÖVB), Pas Wulkaniczny Snæfellsnes (ang. Snæfellsnes Volcanic Bel, SVB) i Strefa Spękań Tjörnes (ang. Tjörnes Fracture Zone, TFZ).
Strefy dzielą się na ponad 30 systemów wulkanicznych. Największym systemem jest Bárðarbunga-Veidivötn, a najmniejszym Hrómundartindur. Struktury wulkaniczne charakteryzują się obecnością wulkanów szczelinowych (wydłużonych struktur o szerokości 5–20 km i długości 50–200 km) lub wulkanu centralnego (centrum aktywności) albo też obydwu tych form. 19 systemów ma wulkan centralny, a 4 systemy (Hofsjökull, Tungnafellsjökull, Bárðarbunga-Veidivötn i Grímsvötn) mają po dwa wulkany centralne.
Pod względem morfologicznym wyróżnia się tarcze lawowe (Skjaldbreiður), stożki aglutinatowe i tefrowe oraz rzędy kraterów (Laki). Ponadto występują tu m.in. wulkany tarczowe (m.in. Eyjafjallajökull), stratowulkany (m.in. Hekla), kaldery (m.in. Öskjuvatn), wulkany stożkowe (m.in. Eldfell), szpalty wulkaniczne (m.in. Eldgjá). Na Islandii znajdują się również jaskinie lawowe, m.in. Surtshellir i Stefánshellir.
Na Islandii znajduje się około 200 wulkanów. Większość z nich skoncentrowana jest wzdłuż granicy płyt tektonicznych, ciągnącej się z południowego zachodu wyspy na północny wschód. Część aktywnych wulkanów znajduje się pod grubą pokrywą lodowców – 60% lodowców zajmuje tereny aktywne wulkanicznie. Eksplozje wulkanów podlodowcowych powodują topienie się lodu i tworzenie ogromnych fal powodziowych – zwanych jökulhlaup. Na drodze do morza tworzą one olbrzymie piaszczysto-żwirowe równiny – sandry.
Do ważniejszych islandzkich wulkanów należą:
- w południowo-zachodniej Islandii: Hekla, Mýrdalsjökull z Katlą, szpalta wulkaniczna Eldgjá i rzędy kraterów Laki, Hvannadalshnúkur (znany też jako Öræfajökull), Snæfellsjökull oraz Baula.
- w południowej Islandii: Eyjafjallajökull
- w północnej i środkowej Islandii: pod lodowcem Vatnajökull – Bárðarbunga, Grímsvötn i Kverkfjöll, oraz Krafla, Askja i Herðubreið.
- na archipelagu Vestmannaeyjar: Surtsey oraz Eldfell na wyspie Heimaey.

## Wulkany
Poniższa tabela przedstawia listę wulkanów Islandii według zestawienia zamieszczonego u Sieberta (2011), który klasyfikuje wulkany Islandii w jednej grupie z wulkanami Oceanu Arktycznego i przyległych mórz:
Nazwa – polska nazwa (tożsama z nazwą islandzką);
Położenie – współrzędne geograficzne;
 Wysokość – wysokość w m n.p.m. (w przypadku wulkanów aktywnych może się zmieniać);
Aktywność – data ostatniej erupcji dla wulkanów aktywnych;
Opis – krótki opis.
| Zdjęcie                       | Nazwa                 | Położenie                                  | Wysokość           | Aktywność          | Opis |
| Islandia zachodnia            | Islandia zachodnia    | Islandia zachodnia                         | Islandia zachodnia | Islandia zachodnia | Islandia zachodnia |
| ----------------------------- | --------------------- | ------------------------------------------ | ------------------ | ------------------ | --- |
|                               | Snæfellsjökull        | 64°48′00″N 23°47′00″W/64,800000 -23,783333 | 1448               | 200                | Stratowulkan, którego szczyt przykryty jest lodowcem, na półwyspie Snæfellsnes w Parku Narodowym Snæfellsjökull.                   |
|                               | Helgrindur            | 64°52′12″N 23°15′00″W/64,870000 -23,250000 | 986                | nieznana           | Jeden z najmniejszych systemów wulkanicznych Islandii – łańcuch stożków żużlowych w poprzek środkowej części półwyspu Snæfellsnes. |
|                               | Ljósufjöll            | 64°52′12″N 22°13′48″W/64,870000 -22,230000 | 1063               | 960                | Szpalty wulkaniczne w środkowej części półwyspu Snæfellsnes.                                                                       |
| Islandia południowo-zachodnia |                       |                                            |                    |                    | |
|                               | Reykjanes             | 63°51′00″N 22°33′58″W/63,850000 -22,566000 | 140                | 1926               | System wulkaniczny (rząd kraterów) na południowo-zachodnim krańcu półwyspu Reykjanes.                                              |
|                               | Krísuvík              | 63°56′00″N 22°06′00″W/63,933333 -22,100000 | 360                | 1340               | System wulkaniczny (rząd kraterów) w środkowej części półwyspu Reykjanes.                                                          |
|                               | Brennisteinsfjöll     | 63°55′59″N 21°46′59″W/63,933000 -21,783000 | 610                | 1341               | System wulkaniczny (rząd kraterów) w środkowej części półwyspu Reykjanes.                                                          |
|                               | Hengill               | 64°11′00″N 21°20′00″W/64,183333 -21,333333 | 803                | 150                | System wulkaniczny (rząd kraterów) na półwyspie Reykjanes.                                                                         |
|                               | Hrómundartindur       | 64°04′00″N 21°13′00″W/64,066667 -21,216667 | 550                | nieznana           | Niewielki system wulkaniczny na południe od Þingvallavatn, sąsiaduje z systemem Hengill.                                           |
|                               | Grímsnes              | 64°02′00″N 20°52′00″W/64,033333 -20,866667 | 200                | 3500 p.n.e.        | Mały system wulkaniczny (rząd kraterów) na południowy zachód od Þingvallavatn.                                                     |
|                               | Prestahnúkur          | 64°35′00″N 20°40′00″W/64,583333 -20,666667 | 1385               | 3350 p.n.e.        | Wulkan podlodowcowy na południowo-zachodnim krańcu Langjökull.                                                                     |
|                               | Hveravellir           | 64°51′00″N 19°42′00″W/64,850000 -19,700000 | 1100               | 950                | Główny system wulkaniczny pod lodowcem Langjökull.                                                                                 |
|                               | Hofsjökull            | 64°49′59″N 18°45′58″W/64,833000 -18,766000 | 1765               | nieznana           | Wulkan tarczowy pod lodowcem Hofsjökull.                                                                                           |
| Islandia południowa           |                       |                                            |                    |                    | |
|                               | Vestmannaeyjar        | 63°24′58″N 20°15′58″W/63,416000 -20,266000 | 283                | 1973               | W większości podwodny system wulkaniczny na południe od Islandii.                                                                  |
|                               | Eyjafjallajökull      | 63°37′59″N 19°37′59″W/63,633000 -19,633000 | 1651               | 2010               | Stratowulkan pod lodowcem Eyjafjallajökull.                                                                                        |
|                               | Katla                 | 63°37′59″N 19°04′59″W/63,633000 -19,083000 | 1490               | 1918               | Wulkan pod lodowcem Mýrdalsjökull.                                                                                                 |
|                               | Tindfjallajökull      | 63°46′59″N 19°42′58″W/63,783000 -19,716000 | 1464               | nieznana           | Stratowulkan pod lodowcem Tindfjallajökull.                                                                                        |
|                               | Torfajökull           | 63°53′31″N 19°07′19″W/63,892000 -19,122000 | 1280               | 1477               | Stratowulkan pod lodowcem Torfajökull.                                                                                             |
|                               | Hekla                 | 63°58′59″N 19°39′58″W/63,983000 -19,666000 | 1490               | 2000               | Jeden z najbardziej aktywnych wulkanów wyspy.                                                                                      |
| Islandia północno-wschodnia   |                       |                                            |                    |                    | |
|                               | Grímsvötn             | 64°24′58″N 17°18′58″W/64,416000 -17,316000 | 1719               | 2011               | Kaldera pod lodowcem Vatnajökull.                                                                                                  |
|                               | Bárðarbunga           | 64°37′59″N 17°30′58″W/64,633000 -17,516000 | 2000               | 2015               | Stratowulkan pod lodowcem Vatnajökull.                                                                                             |
|                               | Tungnafellsjökull     | 64°45′00″N 17°54′58″W/64,750000 -17,916000 | 1523               | nieznana           | Stratowulkan pod lodowcem Tungnafellsjökull.                                                                                       |
|                               | Kverkfjöll            | 64°39′11″N 16°38′49″W/64,653000 -16,647000 | 1930               | 1968               | Stratowulkan na północny wschód od lodowca Vatnajökull.                                                                            |
|                               | Askja                 | 65°01′59″N 16°46′59″W/65,033000 -16,783000 | 1080               | 1961               | Stratowulkan, w którego kalderze znajdują się jeziora Öskjuvatn i Viti.                                                            |
|                               | Fremrinámar           | 65°24′58″N 16°39′58″W/65,416000 -16,666000 | 970                | 1200 p.n.e.        | Stratowulkan na północny wschód od wulkanu Askja.                                                                                  |
|                               | Krafla                | 65°42′54″N 16°43′41″W/65,715000 -16,728000 | 800                | 1984               | Kaldera na północny wschód od jeziora Mývatn.                                                                                      |
|                               | Þeistareykjarbunga    | 65°49′59″N 17°09′58″W/65,833000 -17,166000 | 540                | 900 p.n.e.         | Wulkan tarczowy na północ od jeziora Mývatn.                                                                                       |
|                               | Strefa Spękań Tjörnes | 65°42′54″N 16°43′41″W/65,715000 -16,728000 | -75                | 1868               | Podwodna strefa szczelin wulkanicznych na północ od półwyspu Tjörnes.                                                              |
| Islandia południowo-wschodnia |                       |                                            |                    |                    | |
|                               | Öræfajökull           | 64°03′00″N 16°37′59″W/64,050000 -16,633000 | 2110               | 1728               | Stratowulkan otoczony lodowcami Vatnajökull, Skeiðarárjökull i Skaftafellsjökull.                                                  |
|                               | Esjufjöll             | 64°15′00″N 16°34′59″W/64,250000 -16,583000 | 1620               | nieznana           | Stratowulkan na zachód od wulkanu Katla.                                                                                           |
| Na północ od Islandii         |                       |                                            |                    |                    | |
|                               | Kolbeinsey Ridge      | 66°40′12″N 18°30′00″W/66,670000 -18,500000 | 5                  | 1755               | Wulkan podwodny koło wyspy Grimsey.                                                                                                |
| Na Oceanie Arktycznym         |                       |                                            |                    |                    | |
|                               | Jan Mayen             | 71°05′13″N 8°08′46″W/71,087000 -8,146000   | 2085               | 1985               | Stratowulkan 650 km na północ od Islandii; terytorium zależne od Norwegii.                                                         |
|                               | bez nazwy             | 88°16′12″N 65°36′00″W/88,270000 -65,600000 | -1500              | nieznana           | Wulkan podwodny na Grzbiecie Łomonosowa.                                                                                           |
|                               | bez nazwy             | 85°34′48″N 85°00′00″W/85,580000 -85,000000 | -3800              | nieznana           | Wulkan podwodny na Grzbiecie śródoceanicznym.                                                                                      |

## Erupcje
Na terenie Islandii znajduje się najwięcej wulkanów holoceńskich o udokumentowanych erupcjach, co zawdzięczane jest pracy islandzkiego pioniera tefrochronologii Sigurðura Þórarinssona (1912–1983). Pierwsze wzmianki o erupcjach pochodzą z roku 1000 - wówczas wybuch wulkanu miał miejsce podczas debaty Althingu w Thingvellir. W XII i XIII w. odnotowano 12 erupcji rocznie, w XV w. – 9, w XVII w. – 15. Do jednej z największych erupcji lawy doszło podczas trwającej 8 miesięcy erupcji wulkanu Laki w latach 1783–1784 – wydostało się wówczas ponad 14 km³ lawy, która utworzyła pole lawowe o powierzchni ok. 600 km². Wskutek klęski głodu jaka nastąpiła po wybuchu Laki, zmarła jedna trzecia ówczesnej populacji Islandii.
Wiele erupcji miało miejsce w latach 1974–1984; wybuchła m.in. Krafla. Kolejne erupcje to: Hekla (1991, 2000), Grímsvötn (1996, 1998 i 2004). W 2010 roku doszło do wybuchu wulkanu Eyjafjallajökull pod lodowcem o tej samej nazwie, który wyniósł ogromne masy pyłu co spowodowało problemy w transporcie powietrznym na całym świecie.
Szacuje się, że od roku 1500 z islandzkich wulkanów wydostała się ilość lawy równa ok. jednej trzeciej ilości lawy ze wszystkich innych erupcji w tym okresie na całym świecie. Częstotliwość erupcji wulkanicznych to ponad 20 na sto lat, a produktywność to 5 km³ magmy na sto lat.

## Energia geotermalna
Na Islandii znajduje się wiele obszarów aktywności geotermalnej, m.in. Hengill, Haukadalur czy Hveravellir. W związku z tym kraj wykorzystuje ten rodzaj energii do ogrzewania większości budynków, sieci basenów czy szklarni.

## Wulkany Islandii w kulturze
Na Islandii Juliusz Verne (1828–1905) umieścił akcję swojej książki Podróż do wnętrza Ziemi, której główni bohaterowie schodzą do wnętrza Ziemi poprzez Snæfellsjökull na zachodzie wyspy.